# Mark Van Crombrugge

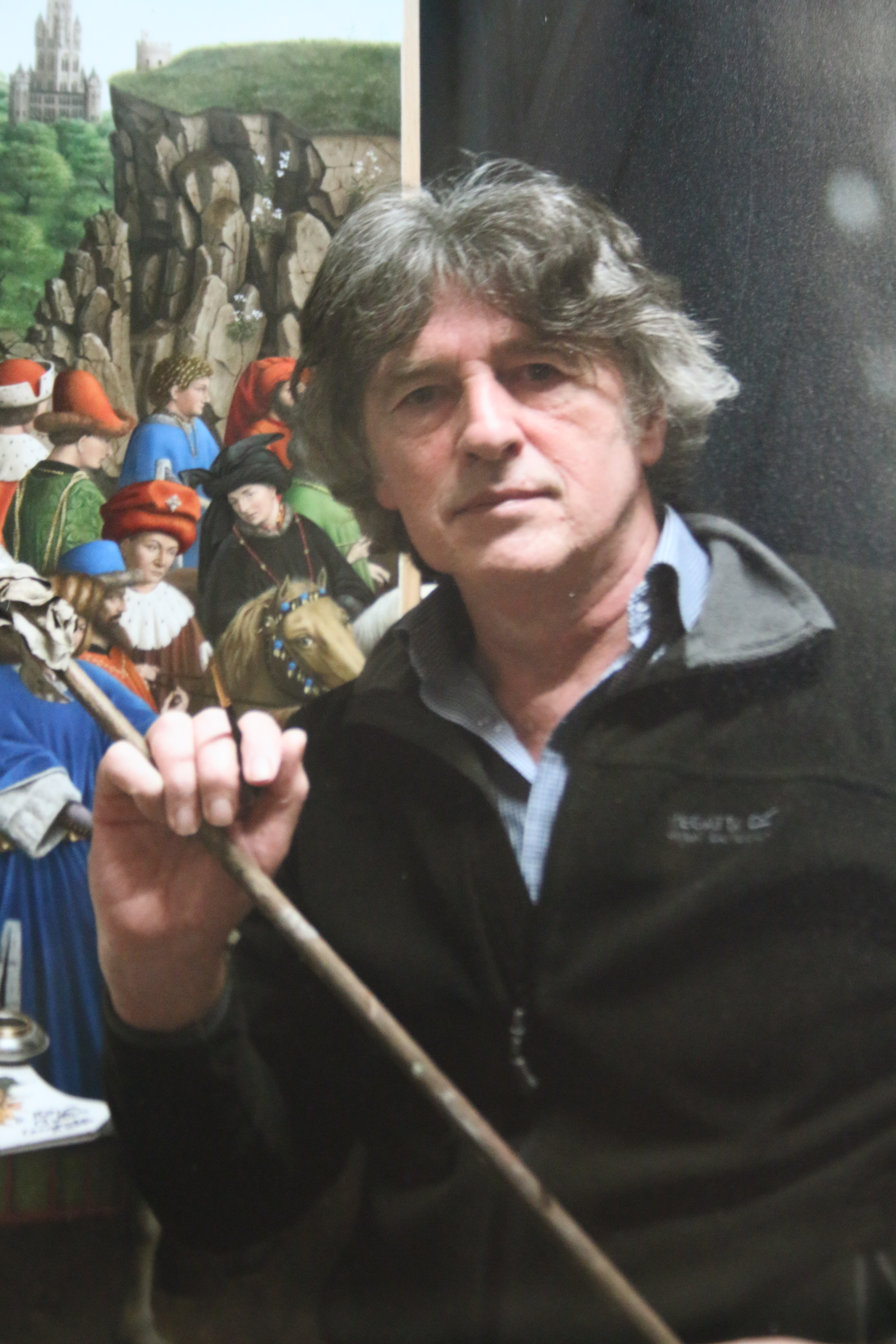
Mark Van Crombrugge

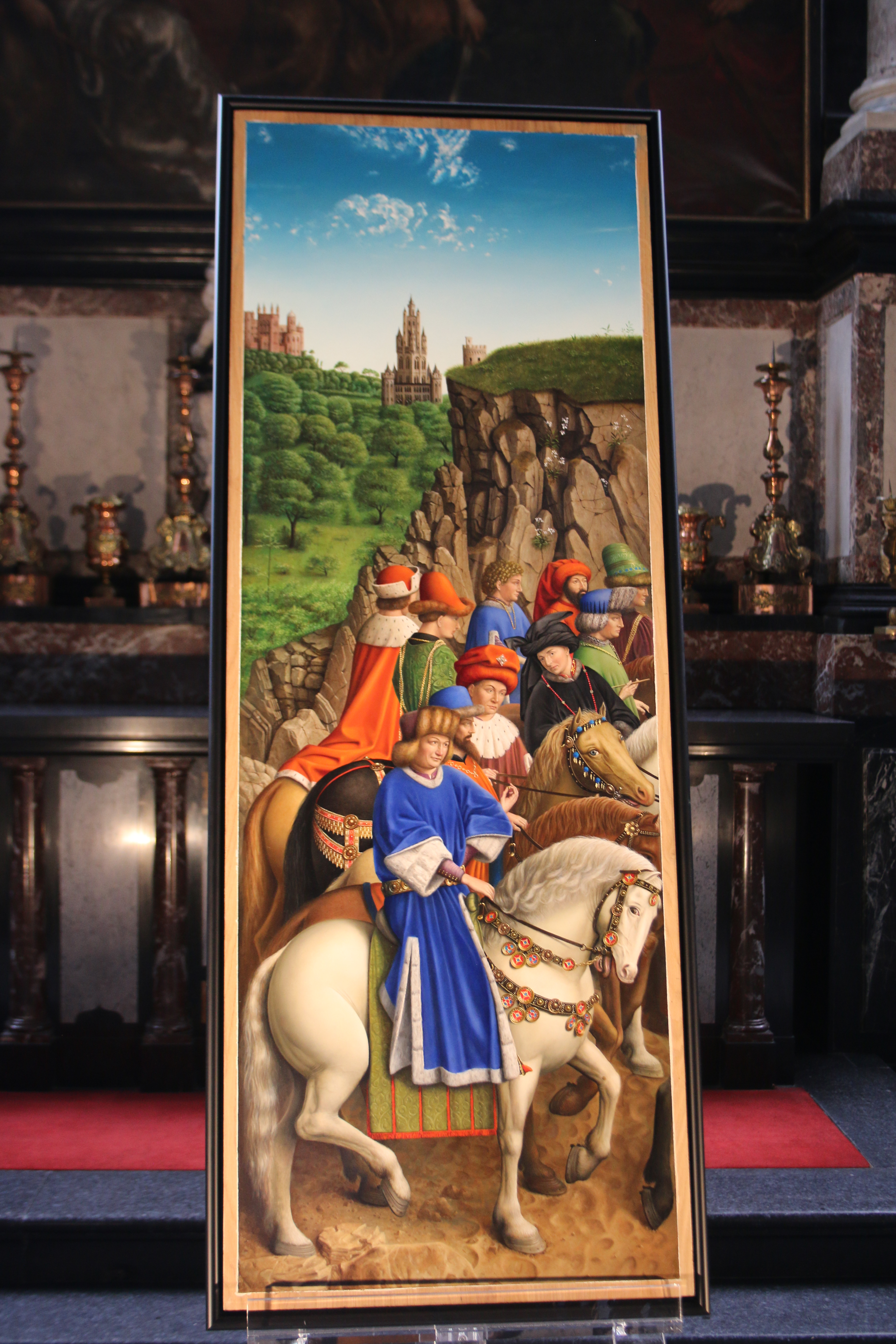
Kopie van 'De rechtvaardige rechters' door Mark Van Crombrugge

Mark Van Crombrugge (Bavegem, 1954) is een Belgisch kunstschilder. Van Crombrugge studeerde tussen 1969 en 1975 aan kunstschool Sint-Lukas in Brussel en werkte bij het Koninklijk Instituut voor het Kunstpatrimonium. Tussen 1981 en 1994 werkte Van Crombrugge als ontwerper, fotograaf en illustrator voor reclameagentschappen (The Artbox in Brussel, Top Drawers in Amsterdam en Meiklejohn in Londen). Hij stelde zijn schilderwerken (olieverf op paneel: gedetailleerde stillevens, The Sea, Dancers,  Roommates, Brussels) tentoon in onder andere woonplaats Zottegem, Bergen, Westzaan en Gent. In 2021 maakte van Crombrugge in zes maanden tijd een exacte kopie van het paneel De rechtvaardige rechters van het Lam Gods. Op vraag van Vlaams minister van Erfgoed Matthias Diependaele werd het paneel vanaf 19 mei 2021 zes maanden geëxposeerd in de Gentse Sint-Baafskathedraal.